# Podgorii din Republica Moldova

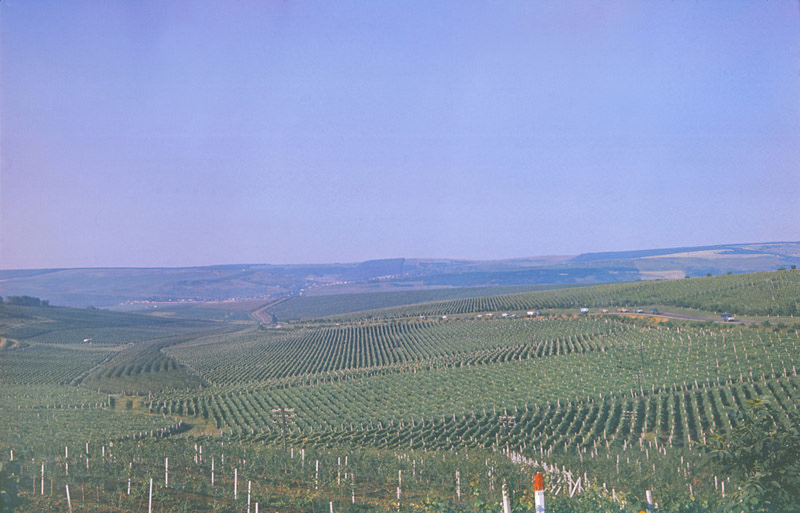
Podgorii de lângă Dănceni (1980)

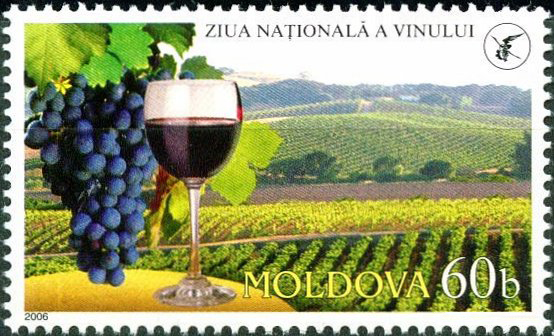
Timbru poștal din Republica Moldova

Republica Moldova este împărțită în 4 regiuni viticole: Zona Bălți (nord), Zona Codru (centrală), Zona Cahul (sud), Zona Purcari (nistreană, sud-est). Mai jos este o listă în ordine alfabetică a podgoriilor și centrelor viticole:

## Zona Bălți
- Camenca

## Zona Cahul
- Albota
- Basarabeasca
- Cimișlia
- Ciobalaccia
- Ciumai
- Taraclia
- Trifești

## Zona Codru
- Brănești
- Băcioi
- Cărpineni
- Lăpușna
- Cricova
- Durlești
- Grozești
- Inești
- Iurceni
- Leova
- Manta
- Mîndrești
- Mileștii Mici
- Mingir
- Nisporeni
- Peresecina
- Stolniceni
- Tigheci
- Vărzărești

## Zona Purcari
- Carahasani
- Purcari
- Sălcuța
- Talmaza
- Tudora